# Bukowice (powiat Milicki)
Bukowice is een plaats in het Poolse district  Milicki, woiwodschap Neder-Silezië. De plaats maakt deel uit van de gemeente Krośnice en telt 1850 inwoners.